# Murgänge am Hazmburk
Die Murgänge am Hazmburk sind eine Serie von Bergrutschen am Hazmburk in Böhmen, die sich in den Jahren 1882, 1898, 1900 und 1939 ereigneten. Die Muren von 1898 und 1900 führten in dem Dorf Klapý zu großen Zerstörungen.

## Geschichte
Ende des 19. Jahrhunderts setzte in dem Dorf Klapý am Südwesthang der Hasenburg eine Serie von Bergrutschen ein.
Nach dem verregneten Juli 1882 kam es am 3. und 4. August 1882 am Hang unterhalb des Weißen Turmes der Hasenburg zu Erdbewegungen, die von einem starken Grollen begleitet wurden. Als Ursache des Phänomens, das zahlreiche Schaulustige anzog, wurden die geologischen Gegebenheiten am Hang durch eine bei starken Niederschlägen aufweichende Lehmschicht ausgemacht.
Nach 15-jähriger Ruhe wurden im September 1897 erste Anzeichen für weitere Rutschungen festgestellt. Geologische Untersuchungen bescheinigten dem Dorf Klapý daraufhin einen Erdrutsch als unausweichliches Schicksal. Am 5. April 1898 erkannte der Bürgermeister Jan Hájek nach reichlichen Niederschlägen eine drohende Gefährdung der oberen Häuser von Klapý und verlangte deren Räumung, der die Bewohner nicht nachkamen. Am Abend des 6. April setzte 200 m oberhalb des Dorfes ein 120 bis 150 m breiter Murgang ein, der eine 1 bis 3 m tiefe Rinne hinterließ und sich sehr langsam auf das Dorf zubewegte. Wegen Erschütterungen flohen am Karfreitag, dem 8. April 1898 die Bewohner der Häuser Nr. 122, 156, 121, 115, 125 und 126 früh gegen 3 Uhr aus ihren Häusern. Gegen 5 Uhr erreichte die etwa 10 m starke Mure diese Häuser und brachte sie binnen zwei Stunden zum Einsturz. Danach bewegte sie sich durch das Dorf und bedrohte Kirche, Pfarrhaus und Schule. Nach 55 Stunden kam die Erdbewegung langsam zum Stillstand. Zerstört wurden 27 Häuser, weitere 20 wurden stark beschädigt. Die Schule fiel am Karfreitagabend zusammen, das Pfarrhaus musste abgerissen werden.
Infolge des Frühlingsregens setzte im Mai 1899 am Hang der Hasenburg erneut eine leichte Erdverschiebung ein. Nachdem bis 1900 am abgangsbedrohten Hang 605 m Drainagen zur Ableitung des Wassers verlegt worden waren, wurde eine weitere Murengefahr auch nach erneuten Anzeichen leichter Bodenbewegungen im März 1900 als gebannt angesehen.
Die Starkregenfälle in der Zeit zwischen dem 7. und 9. April 1900 verursachten eine völlige Durchnässung des Hasenburghanges. Wiederum zur Osterzeit geriet am Morgen des 11. April 1900 am Südhang der Hasenburg eine Ablagerung von Basaltfelsen auf dem lehmigen Untergrund auf einer Fläche von 300 m × 500 m in Bewegung. Die Mure bewegte sich mit lautem Grollen langsam auf das Dorf zu und schob sich auf neun Meter Höhe auf. Bis zum Gründonnerstag, den 12. April vernichtete sie in Klapý 52 der 190 Häuser. Darunter war auch der Tanzsaal des Gasthauses U Sajců, in dem kurz zuvor die Übergabefeierlichkeiten für die neu errichteten Häuser nach dem Murenabgang von 1898 stattgefunden hatten. Eine weitere Mure hatte sich an der nordöstlichen Flanke des Berges gelöst und bedrohte den herrschaftlichen Hof Podhora.
Das nasse Frühjahr 1939 sowie die Starkregenfälle vom Mai und Anfang Juni 1939 führten zu erneuten Bodenbewegungen am Südwesthang der Hasenburg. Am Nachmittag des 21. Juni 1939 entstand nach einem Gewitter eine Bodenrutschung auf 5–6 ha Fläche. Die Mure bewegte sich in Richtung des Pfarrhauses auf das Dorf zu. Sie zerstörte zunächst auf 250 m die Bezirksstraße am kommunalen Steinbruch und ergoss sich am 22. Juni in diesen. Am Morgen des 22. Juni löste sich oberhalb des Pfarrgartens eine weitere Mure in Richtung des Dorfes, sie zerstörte vier Masten der Stromleitung und bedrohte das Pfarrhaus und die Kirche. Mit Hilfe mehrerer hundert Leute und 20 Waggons Kies, die eigentlich zum Bau der Straße nach Křesín bestimmt waren, konnte die Mute abgedämmt werden und kam am 23. Juni 1939 zum Stillstand, ohne dass im Dorf große Zerstörungen wie 1898 und 1900 eintraten.

## Gegenwart
Am Südwest- und Nordhang des Hazmburk gelten heute zwei Bergrutsche mit einer Gesamtfläche von 7,3 ha als aktiv. Der größte liegt östlich des Dorfes Klapý und hat eine Länge von 250 m und eine Breite von 500 m. Der andere liegt am wüsten Gut Podhora. Weitere 40 ha am Hazmburk gelten als potenzielle Erdrutschgebiete.